# Radnice v Lomnici nad Popelkou
Radnice v Lomnici nad Popelkou se nachází na Husově náměstí. Byla postavena roku 1724 a je zapsána jako kulturní památka.

## Historie
Původní radnice v Lomnici stála uprostřed Husova náměstí a byla obklopena krámy a maštalemi. Při požáru města roku 1590 shořela a obnovena byla až roku 1608. V roce 1724 majitel lomnického panství Jan Rudolf Morzin nařídil radnici strhnout a skoupil pozemky pro novou kamennou barokní radnici. V té sídlilo nejen vedení města, ale později i divadlo. 29. srpna 1862 zničil radnici a v ní sídlící městský archiv a divadlo požár. Starosta města Vincenc Mastný rozhodl o rozšíření budovy radnice, dokonce na své vlastní náklady zakoupil sousedící pozemek a obratem jej daroval městu. Projekt vypracoval Josef Prvot, ředitel stavební kanceláře knížete Kamila Rohana.
Základní kámen obnovené radnice byl položen 2. května 1864. Nacházely se v ní peněžní ústavy, divadlo, knihovna, obchody, průmyslová škola a další instituce. Roku 1903 proběhla neogotická přestavba od architekta Jaroslava Hrubého. Další úpravy proběhly v padesátých letech 20. století. Zatím poslední přestavbu prodělala budova v roce 2010.

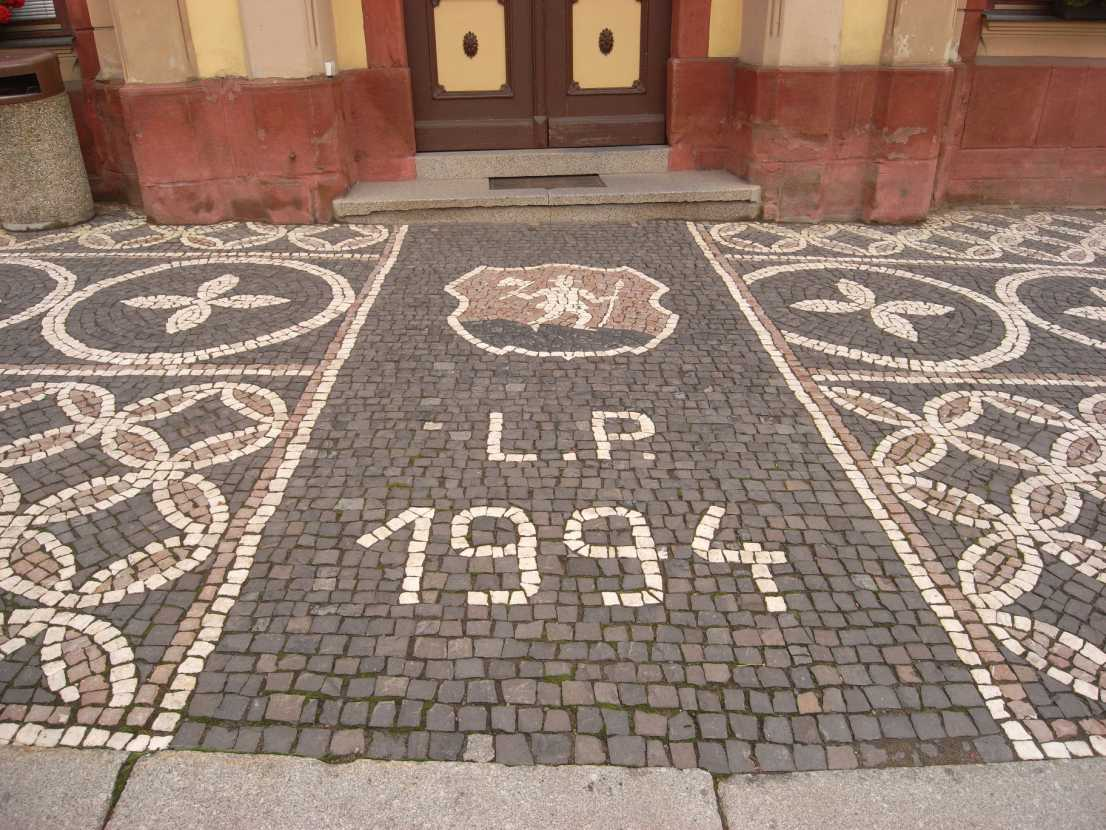
Chodník před radnicí

## Popis
Radnice je neogotická stavba. Dvoupatrová budova je zdobena malovanými znaky, erby a pilastry. Nad okny v prvním patře nalezneme deset malovaných znaků řemesel (kováři, tkalci, zedníci, řezníci, sedmero řemesel, bednáři, pekaři, mlynáři, ševci, obchodníci) od malíře Pavla Korbeláře. Ty namaloval během rekonstrukce roku 1953. Dominantou budovy je věž s radničními hodinami a korouhví. V průčelí je do zdi vsazen kamenný městský znak v barokní podobě z roku 1817.
Před radnicí je z žulových kostek složen městský znak. U vchodu je také umístěna mramorová pamětní deska připomínající pobyt Bedřicha Smetany v Lomnici nad Popelkou v roce 1871.